# Guido Flatz
Guido Flatz (* 16. Februar 1969) ist ein österreichischer Politiker (ÖVP). Flatz ist Bürgermeister der Gemeinde Doren und seit 6. November 2024 Abgeordneter zum Vorarlberger Landtag.